# Afridonus piceolus
Afridonus piceolus är en insektsart som beskrevs av Melichar 1905. Afridonus piceolus ingår i släktet Afridonus och familjen dvärgstritar. Inga underarter finns listade i Catalogue of Life.